# Johanne Lykke Naderehvandi
Johanne Lykke Naderehvandi, född Holm 1987, är författare och översättare från danska till svenska. Lykke Holm debuterade 2017 med Natten som föregick denna dag på Albert Bonniers förlag. Tillsammans med den danska författaren Olga Ravn har Johanne Lykke Holm också drivit skrivarkursen Hekseskolen i Köpenhamn och Häxskolan på Akademin Valand, Göteborgs universitet. Lykke Holm är utbildad på Litterär gestaltning, Akademin Valand, Göteborgs universitet.  

### Som författare
- Natten som föregick denna dag, 2017
- Strega, 2020
- Röd sol, 2023

### Som översättare
- Dikter, Yahya Hassan, 2014
- En av oss sover, Josefine Klougart, 2014
- Om mörker, Josefine Klougart, 2015
- Celestine, Olga Ravn, 2016
- Hon är arg, Maja Lee Langvad (översatt tillsammans med Kristofer Folkhammar), 2016
- Den vita rosen, Olga Ravn, 2017
- Det är ett jag som talar (Räkenskapens timme), Lone Aburas, 2017

## Priser och utmärkelser
Vid utdelandet av Årets Översättning 2014 tilldelades Johanne Lykke Holm  ett hedersomnämnande för översättningen av Josefine Klougarts En av oss sover.
Stiftelsen Natur & Kulturs översättarpris 2018